# 谷+1。
谷+1。（たにプラスワン、1981年4月2日 - ）は、日本のお笑いタレント。ワタナベエンターテインメント所属。東京都日野市出身。本名：谷 圭一郎（たに けいいちろう）。

## 来歴
2002年に芸人デビュー。かつてはSMA NEET Projectに所属し、「かるら」のメンバーであったが、脱退して再びピン芸人となり、後にワタナベエンターテインメントに移籍。芸名は「自分には足りないものがあるから、一つ足す」と言う意味で、本名の谷に「+1。」を付けて名付けた（自分のブログのタイトルにもなっている）。
元々ピンになってから一人コント、コンビでも漫才やコントなどをやっていたが、「お笑いが苦手」でネタ作りが不得意な所があり、模索しているうちにラジコンカーに目を付け始め、ラジコンカーに木槌を付けてドリフト走行させてだるま落としをする芸を動画サイトにアップしたところ、アクセスが急増。これに手応えを感じてライブでもこの芸を始めたが、客から「ラジコンの位置が低過ぎて見えない」などとのクレームがあり、のち2013年頃から、元々趣味として遊びに使っていたパロット社製のドローン（小型無人航空機）「AR Drone」（エーアールドローン）を使った芸を始める。
2014年に武者修行としてアメリカ・ロサンゼルスへ出掛け、現地の人々相手にドローンでパフォーマンスを行う。このドローン芸も自分の動画サイト『谷プラスワンテレビ』でアップし続けていたところ、使用しているドローンのメーカー・パロット社にもこれが伝わり、同社から直接メールが届き、この芸を“公認”されるまでに至った。その後、雑誌『Goods Press』（徳間書店）の取材で「ドローン芸人」と初めて表現され、「日本で唯一のドローン芸人」と言われている。

## 人物
愛用しているドローンの機種は、「AR Drone」の他に同じパロット社製の「Bebop Drone」（ビーバップドローン）。ドローンをフリップ（空中で一回転）させて飛ばせたマシュマロやあんパンを直接、口でキャッチするという芸を主に披露している。この他には同じくドローンで寿司を飛ばしてキャッチしたり、「鏡餅にみかんを乗せる」「クリスマスツリーに飾りを乗せる」「豆まき」「ほくろを付ける」「マジックで描く」「けん玉」など、季節も取り入れた芸を色々披露して来た。
2025年3月にイタリアのテレビ番組で、ドローンでマシュマロを投げて口でキャッチ成功する距離「2m13cm」がギネス世界記録として認定された
元々サッカーでゴールキーパーをやっていたこともあって、動体視力と反射神経はあるという。また損害保険ジャパン日本興亜で「ドローン保険」にも入っている。また、首相官邸無人機落下事件（総理大臣官邸屋上にドローンが落下した事件）が世間を騒がせた時、谷は「僕のYouTube動画が一番平和な使い方」と言われてうれしかったと言う。
ラジコン操縦士、自動車のA級ライセンス、アマチュア無線技士第4級、二級整備士、二級小型船舶操縦免許の各資格有り。好きなものは自動車、ダム、新選組。なお、普通の自動車でもドリフト走行が出来る。初めての物、新しい物が好きで、IPhoneは3GSから使用し、iPad 2 Wi-Fi＋3GモデルもAppleショップに深夜から並んで一番に買ったほど。自分の部屋には『全ては好奇心と覚悟である』と言う言葉を書いたボードを掲げている。

## 出演

### テレビ
- 笑っていいとも!（フジテレビ）- 2012年10月15日「めざせ1DAYレギュラー ウルトラソウル芸人選手権」コーナー出演
  - 笑っていいとも!増刊号（フジテレビ）- 2012年10月21日
- 鶴瓶のうるさすぎる新年会（フジテレビ）- 2015年1月1日
- 『ぷっ』すま（テレビ朝日）- 2015年1月20日、1月27日
- あの遊びをバージョンアップ! キスマイGAME（テレビ朝日）- 2015年5月27日、7月13日
- PON!（日本テレビ）- 不定期出演
- ありがとッ!（テレビ神奈川）- 2015年11月9日「みなと笑劇場」コーナー
- ウソのような本当の瞬間!30秒後に絶対見られるTV（テレビ東京）- 2015年11月24日
- ネプ&ローラの 爆笑まとめ!2015（TBS） - 2015年11月28日
- ウチのガヤがすみません!（日本テレビ）- 2015年12月13日
- 新春解禁!余談大賞（TBS）- 2016年1月1日深夜
- ざっくりハイタッチ（テレビ東京）- 2016年2月13日深夜
- 水トク! アイ・アム・冒険少年（TBS）- 2016年5月11日
- 乃木坂工事中（テレビ愛知）- 2016年8月28日深夜、2017年3月20日
- あらびき団 オールナイト祭（TBS）- 2016年12月28日深夜
- 嵐にしやがれ（日本テレビ）- 2017年1月14日
- キスマイレージ（テレビ朝日）- 2017年1月25日、2017年2月1日
- ナカイの窓（日本テレビ）「趣味にハマりすぎ芸能人」- 2017年5月3日
- 珍種目No.1は誰だ!? ピラミッド・ダービー（TBS）- 2017年5月21日、2017年6月11日
- いただきハイジャンプ（フジテレビ）- 2017年6月8日
- なりゆき街道旅（フジテレビ）- 2020年11月22日
- そこ曲がったら、櫻坂?（テレビ東京） - 2021年7月19日
- 所さん!事件ですよ(NHK)　- 2022年12月15日
- 中山秀征のハッピープレゼントSHOW - 2025年3月31日